# Fickowe Rozstaje
Fickowe Rozstaje – rozdroże szlaków turystycznych na Górnym Płaju w masywie Babiej Góry w Paśmie Babiogórskim w Beskidzie Żywiecko-Orawskim (w regionalizacji według Jerzego Kondrackiego w Beskidzie Żywieckim, w słowackiej Oravské Beskydy).
Dolny Płaj znajduje się na północno-wschodnich stokach Cyla (Małej Babiej Góry). Górnym Płajem prowadzi czerwony szlak turystyczny, na Fickowych Rozstajach dołącza do niego żółty szlak z Zawoi- Czatoża. Nazwa rozdroża pochodzi od nazwiska leśniczego Jana Ficka ze Skawicy. Nadana została w latach 70. XX wieku dla upamiętnienia jego zasług. Jan Ficek wraz z Hugonem Zapałowiczem zabiegali m.in. o budowę schroniska PTTK na Markowych Szczawinach.
Fickowe Rozstaje znajdują się w Babiogórskim Parku Narodowym, w granicach wsi Zawoja, w województwie małopolskim, w powiecie suskim, w gminie Zawoja.
Szlaki turystyczne
 Schronisko PTTK na Markowych Szczawinach – Klin – Zerwa Cylowa – Fickowe Rozstaje – Czarna Hala – Żywieckie Rozstaje. Czas przejścia 1. h, ↓ 1 h
 – Zawoja – Czatoża – Fickowe Rozstaje. Czas przejścia 1. 20 h, ↓ 1 h